# Nokia 3230
Nokia 3230 — смартфон фірми Nokia.
Комплектація: телефон, акумулятор, зарядний пристрій, інструкція, картка пам'яті Nokia MMC зменшеного розміру на 32 МБ , стереогарнітура. Він був заявлений як перший телефон Series 60, призначений для масового ринку, а не як пристрої вищого класу Series 60 з відносно низькою вартістю 350 євро на момент випуску в першому кварталі 2005.
Особливості: одна з перших моделей, що підтримує технологію  NFC, і дозволяє обмінюватися даними з різних пристроїв; стереорежим радіо, мультимедійні файли лише в моно.